# Klaus North
Klaus North (* 1954) ist ein deutscher Wirtschaftswissenschaftler und ehemaliger Professor für internationales Management an der Wiesbaden Business School der Hochschule RheinMain. Seine Forschungsschwerpunkte liegen in den Bereichen Wissensmanagement, Innovationsmanagement und nachhaltige Unternehmensführung. Er war Gründungspräsident der Gesellschaft für Wissensmanagement.

## Karriere

Wissenstreppe nach North

Klaus North studierte Maschinenbau an der TU Darmstadt und  promovierte 1982 am dortigen Institut für Arbeitswissenschaft. Nach Tätigkeiten für das International Labour Office (ILO) und im internationalen Consulting lehrte er von 1993 bis 2020 Internationale Unternehmensführung an der Wiesbaden Business School, Hochschule RheinMain. Gastprofessuren führten ihn u. a. an das College of Europe (Brügge) und die Universidade Federal de Santa Catarina (Florianopolis, Brasilien). Er entwickelt in Forschung und Praxis anwendungsorientierte Konzepte zur wissensorientierten Unternehmensführung, darunter das Modell der Wissenstreppe, welches dazu dient, die Begriffe Informationen, Wissen und Kompetenz abzugrenzen sowie Bezüge zur Wettbewerbsfähigkeit herzustellen.

## Werke (Auswahl)
- Wissensorientierte Unternehmensführung: Wissensmanagement gestalten, Springer Gabler, 2021 (7. Auflage), ISBN 978-3-658-32770-5
- K. North, B. Ackermann, O. Krancher, K. Schildknecht, S. Schorta: Erfolgreicher Wissenstransfer in agilen Organisationen, Springer Gabler, 2020 (2. Auflage), ISBN 978-3-658-31874-1
- K. North, K. Reinhardt, B. Sieber-Suter: Kompetenzmanagement in der Praxis, Springer Gabler, 2018 (3. Auflage), ISBN 978-3-658-16871-1
- Managing Work in the Digital Economy, Springer Gabler Verlag, Wiesbaden 2021, ISBN 978-3-030-65172-5
- K. North, R. Maier, O. Haas: Knowledge Management in Digital Change, Springer, 2018, ISBN 978-3-319-73545-0